# Угорь (фильм)
«Угорь» (яп. うなぎ) — драма режиссёра Сёхэя Имамуры 1997 года.

## Сюжет
Герой картины — это скромный клерк по имени Ямасита, который жил нормальной и спокойной жизнью: имел хорошую работу и красивую жену. Но однажды он получил письмо, в котором некий «доброжелатель» сообщал о том, что его жена завела любовника. Когда Ямасита узнал, что это правда, то взял нож и зарезал свою благоверную.
После этого он в залитом кровью дождевике сел на велосипед и поехал сдаваться полицейским. За те восемь лет, которые Ямасита отсидел в тюрьме, он сильно изменился. Выпущенный на поруки убийца теперь имел необычного, но преданного друга, который понимал его как никто другой и не говорил ему то, что он не хотел слышать. Этим другом был обыкновенный угорь…

## В ролях
- Кодзи Якусё — Такуро Ямасита
- Миса Симидзу — Кейко Хаттори
- Мицуко Байсё — Мисако Накадзима
- Акира Эмото — Тамоцу Такасаки
- Фудзио Цунэта — Дзиро Накадзима
- Шоу Айкава — Юдзи Нодзава